# Кушнаренковський район
Кушнаре́нковський район (рос. Кушнаренковский район, башк. Кушнаренко районы) — адміністративна одиниця Республіки Башкортостан Російської Федерації.
Адміністративний центр — село Кушнаренково.

## Населення
Населення району становить 26274 особи (2019, 27491 у 2010, 29344 у 2002).

## Адміністративно-територіальний поділ
На території району 12 сільських поселень, які називаються сільськими радами:
| Поселення                        | Площа, км² | Населення, осіб (2002) | Населення, осіб (2010) | Населення, осіб (2019) | Центр          | Населені пункти |
| -------------------------------- | ---------- | ---------------------- | ---------------------- | ---------------------- | -------------- | --------------- |
| Ахметовська сільська рада        | 244,47     | 1824                   | 1701                   | 1591                   | Ахметово       | 6               |
| Бакаєвська сільська рада         | 118,90     | 1080                   | 897                    | 826                    | Бакаєво        | 5               |
| Горьківська сільська рада        | 87,09      | 1413                   | 1142                   | 940                    | Іліково        | 5               |
| Карача-Єлгинська сільська рада   | 126,37     | 1673                   | 1517                   | 1282                   | Карача-Єлга    | 5               |
| Кушнаренковська сільська рада    | 81,87      | 11914                  | 11571                  | 11802                  | Кушнаренково   | 5               |
| Матвієвська сільська рада        | 115,75     | 1078                   | 956                    | 931                    | Старобаскаково | 5               |
| Расмекеєвська сільська рада      | 85,78      | 1009                   | 957                    | 795                    | Байталли       | 5               |
| Старогумеровська сільська рада   | 116,07     | 1351                   | 1226                   | 1083                   | Старогумерово  | 5               |
| Старокамишлинська сільська рада  | 505,16     | 1819                   | 1619                   | 1514                   | Старі Камишли  | 7               |
| Старокурмашевська сільська рада  | 168,10     | 1523                   | 1427                   | 1363                   | Старокурмашево | 7               |
| Старотукмаклинська сільська рада | 166,43     | 2159                   | 2109                   | 1911                   | Старі Тукмакли | 5               |
| Шаріповська сільська рада        | 201,68     | 2501                   | 2369                   | 2236                   | Шаріпово       | 9               |

## Найбільші населені пункти
| №  | Населений пункт | Населення, осіб (2002) | Населення, осіб (2010) |
| -- | --------------- | ---------------------- | ---------------------- |
| 1  | Кушнаренково    | 10 630                 | 9 870                  |
| 2  | Тарабердіно     | 1 184                  | 1 576                  |
| 3  | Ахметово        | 891                    | 886                    |
| 4  | Старі Тукмакли  | 734                    | 728                    |
| 5  | Старі Камишли   | 752                    | 701                    |
| 6  | Шаріпово        | 644                    | 648                    |
| 7  | Старокурмашево  | 692                    | 646                    |
| 8  | Карача-Єлга     | 648                    | 600                    |
| 9  | Старогумерово   | 617                    | 581                    |
| 10 | Калтаєво        | 682                    | 576                    |